# Skunk Anansie/Diskografie
Diese Diskografie ist eine Übersicht über die musikalischen Werke der britischen Rock-Musikgruppe Skunk Anansie. Den Schallplattenauszeichnungen zufolge hat sie bisher mehr als 2,7 Millionen Tonträger verkauft, davon alleine in ihrer Heimat über 1,1 Millionen. Ihre erfolgreichste Veröffentlichung ist das Album Post Orgasmic Chill mit über einer Million verkauften Einheiten.

## Alben

### Studioalben
| Jahr | Titel               | Höchstplatzierung, Gesamtwochen, AuszeichnungChartplatzierungen (Jahr, Titel, Platzierungen, Wochen, Auszeichnungen, Anmerkungen) | Höchstplatzierung, Gesamtwochen, AuszeichnungChartplatzierungen (Jahr, Titel, Platzierungen, Wochen, Auszeichnungen, Anmerkungen) | Höchstplatzierung, Gesamtwochen, AuszeichnungChartplatzierungen (Jahr, Titel, Platzierungen, Wochen, Auszeichnungen, Anmerkungen) | Höchstplatzierung, Gesamtwochen, AuszeichnungChartplatzierungen (Jahr, Titel, Platzierungen, Wochen, Auszeichnungen, Anmerkungen) | Anmerkungen                                                  |
| Jahr | Titel               | DE | AT | CH | UK | Anmerkungen                                                  |
| ---- | ------------------- | --- | --- | --- | --- | ------------------------------------------------------------ |
| 1995 | Paranoid & Sunburnt | DE37 (37 Wo.)DE | AT19 (14 Wo.)AT | — | UK8 Platin · (52 Wo.)UK | Erstveröffentlichung: 18. September 1995 Verkäufe: + 380.000 |
| 1996 | Stoosh              | DE11 Gold · (51 Wo.)DE | AT6 Gold · (43 Wo.)AT | CH8 Gold · (23 Wo.)CH | UK9 Platin · (69 Wo.)UK | Erstveröffentlichung: 7. Oktober 1996 Verkäufe: + 840.000    |
| 1999 | Post Orgasmic Chill | DE5 (25 Wo.)DE | AT6 Gold · (13 Wo.)AT | CH10 Gold · (13 Wo.)CH | UK16 Gold · (17 Wo.)UK | Erstveröffentlichung: 22. März 1999 Verkäufe: + 1.000.000    |
| 2010 | Wonderlustre        | DE27 (5 Wo.)DE | AT33 (5 Wo.)AT | CH11 (8 Wo.)CH | UK58 (1 Wo.)UK | Erstveröffentlichung: 13. September 2010 Verkäufe: + 70.000  |
| 2012 | Black Traffic       | DE33 (3 Wo.)DE | AT28 (2 Wo.)AT | CH7 (5 Wo.)CH | UK42 (1 Wo.)UK | Erstveröffentlichung: 17. September 2012 Verkäufe: + 20.000  |
| 2016 | Anarchytecture      | DE52 (1 Wo.)DE | AT48 (1 Wo.)AT | CH11 (4 Wo.)CH | UK85 (1 Wo.)UK | Erstveröffentlichung: 15. Januar 2016                        |
| 2025 | The Painful Truth   | DE58 (1 Wo.)DE | AT38 (1 Wo.)AT | CH17 (1 Wo.)CH | UK7 (1 Wo.)UK | Erstveröffentlichung: 23. Mai 2025                           |

### Livealben
| Jahr | Titel                                      | Höchstplatzierung, Gesamtwochen, AuszeichnungChartplatzierungen (Jahr, Titel, Platzierungen, Wochen, Auszeichnungen, Anmerkungen) | Höchstplatzierung, Gesamtwochen, AuszeichnungChartplatzierungen (Jahr, Titel, Platzierungen, Wochen, Auszeichnungen, Anmerkungen) | Höchstplatzierung, Gesamtwochen, AuszeichnungChartplatzierungen (Jahr, Titel, Platzierungen, Wochen, Auszeichnungen, Anmerkungen) | Höchstplatzierung, Gesamtwochen, AuszeichnungChartplatzierungen (Jahr, Titel, Platzierungen, Wochen, Auszeichnungen, Anmerkungen) | Anmerkungen                                                 |
| Jahr | Titel                                      | DE | AT | CH | UK | Anmerkungen                                                 |
| ---- | ------------------------------------------ | --- | --- | --- | --- | ----------------------------------------------------------- |
| 2013 | An Acoustic Skunk Anansie – Live in London | — | — | CH87 (1 Wo.)CH | — | Erstveröffentlichung: 20. September 2013 Verkäufe: + 20.000 |
| 2019 | 25Live@25                                  | DE64 (1 Wo.)DE | — | CH53 (1 Wo.)CH | UK99 (1 Wo.)UK | Erstveröffentlichung: 25. Januar 2019                       |

### Kompilationen
| Jahr | Titel               | Höchstplatzierung, Gesamtwochen, AuszeichnungChartplatzierungen (Jahr, Titel, Platzierungen, Wochen, Auszeichnungen, Anmerkungen) | Höchstplatzierung, Gesamtwochen, AuszeichnungChartplatzierungen (Jahr, Titel, Platzierungen, Wochen, Auszeichnungen, Anmerkungen) | Höchstplatzierung, Gesamtwochen, AuszeichnungChartplatzierungen (Jahr, Titel, Platzierungen, Wochen, Auszeichnungen, Anmerkungen) | Höchstplatzierung, Gesamtwochen, AuszeichnungChartplatzierungen (Jahr, Titel, Platzierungen, Wochen, Auszeichnungen, Anmerkungen) | Anmerkungen                                               |
| Jahr | Titel               | DE | AT | CH | UK | Anmerkungen                                               |
| ---- | ------------------- | --- | --- | --- | --- | --------------------------------------------------------- |
| 2009 | Smashes and Trashes | DE53 (1 Wo.)DE | AT44 (2 Wo.)AT | CH31 (4 Wo.)CH | UK74 (1 Wo.)UK | Erstveröffentlichung: 2. November 2009 Verkäufe: + 50.000 |

## Singles
| Jahr | Titel Album                                  | Höchstplatzierung, Gesamtwochen, AuszeichnungChartplatzierungen (Jahr, Titel, Album, Platzierungen, Wochen, Auszeichnungen, Anmerkungen) | Höchstplatzierung, Gesamtwochen, AuszeichnungChartplatzierungen (Jahr, Titel, Album, Platzierungen, Wochen, Auszeichnungen, Anmerkungen) | Höchstplatzierung, Gesamtwochen, AuszeichnungChartplatzierungen (Jahr, Titel, Album, Platzierungen, Wochen, Auszeichnungen, Anmerkungen) | Höchstplatzierung, Gesamtwochen, AuszeichnungChartplatzierungen (Jahr, Titel, Album, Platzierungen, Wochen, Auszeichnungen, Anmerkungen) | Anmerkungen                                               |
| Jahr | Titel Album                                  | DE | AT | CH | UK | Anmerkungen                                               |
| ---- | -------------------------------------------- | --- | --- | --- | --- | --------------------------------------------------------- |
| 1995 | Selling Jesus Paranoid & Sunburnt            | — | — | — | UK46 (2 Wo.)UK | Erstveröffentlichung: 13. März 1995                       |
| 1995 | I Can Dream Paranoid & Sunburnt              | — | — | — | UK41 (2 Wo.)UK | Erstveröffentlichung: 5. Juni 1995                        |
| 1995 | Charity Paranoid & Sunburnt                  | — | — | — | UK20 (6 Wo.)UK | Erstveröffentlichung: 21. August 1995                     |
| 1996 | Weak Paranoid & Sunburnt                     | — | — | — | UK20 Silber · (5 Wo.)UK | Erstveröffentlichung: 15. Januar 1996                     |
| 1996 | All I Want Stoosh                            | — | — | — | UK14 (6 Wo.)UK | Erstveröffentlichung: September 1996                      |
| 1996 | Twisted (Everyday Hurts) Stoosh              | — | — | — | UK26 (5 Wo.)UK | Erstveröffentlichung: November 1996                       |
| 1997 | Hedonism (Just Because You Feel Good) Stoosh | DE12 (25 Wo.)DE | AT11 (15 Wo.)AT | CH2 (21 Wo.)CH | UK13 Silber · (6 Wo.)UK | Erstveröffentlichung: 13. Januar 1997 Verkäufe: + 200.000 |
| 1997 | Brazen (Weep) Stoosh                         | — | — | — | UK11 (5 Wo.)UK | Erstveröffentlichung: 2. Juni 1997                        |
| 1999 | Charlie Big Potato Post Orgasmic Chill       | DE96 (1 Wo.)DE | — | — | UK17 (4 Wo.)UK | Erstveröffentlichung: 1. März 1999                        |
| 1999 | Secretly Post Orgasmic Chill                 | — | — | — | UK16 (6 Wo.)UK | Erstveröffentlichung: 10. Mai 1999                        |
| 1999 | Lately Post Orgasmic Chill                   | — | — | — | UK33 (2 Wo.)UK | Erstveröffentlichung: August 1999                         |

Weitere Singles
- 1995: Little Baby Swastikkka
- 1999: You’ll Follow Me Down
- 2009: Tear the Place Up
- 2009: Because of You
- 2009: Squander
- 2010: My Ugly Boy
- 2010: Over the Love
- 2011: You Saved Me
- 2012: I Believed in You
- 2012: I Hope You Get to Meet Your Hero
- 2013: This Is Not a Game
- 2015: Love Someone Else
- 2025: An Artist Is An Artist
- 2025: Cheers
- 2025: Lost and Found

## Videoalben und Musikvideos

### Videoalben
- 2009: Smashes and Trashes
- 2010: Wonderlustre
- 2013: An Acoustic Skunk Anansie – Live in London

### Musikvideos
| Jahr | Titel                                 | Regie              |
| ---- | ------------------------------------- | ------------------ |
| 1995 | Selling Jesus                         | Gob TV             |
| 1995 | I Can Dream                           | Gob TV             |
| 1995 | Charity                               | David Mould        |
| 1996 | Weak                                  | Hammer & Tongs     |
| 1996 | All I Want                            | Stephen Norrington |
| 1996 | Twisted (Everyday Hurts)              | Anton Beebe        |
| 1997 | Hedonism (Just Because You Feel Good) | Thomas Krygier     |
| 1997 | Brazen (Weep)                         | Thomas Krygier     |
| 1999 | Charlie Big Potato                    | Giuseppe Capotondi |
| 1999 | Secretly                              | Giuseppe Capotondi |
| 1999 | Lately                                | Howard Greenhalgh  |
| 1999 | You’ll Follow Me Down                 | Thomas Krygier     |
| 2009 | Tear the Place Up                     | Adam Powell        |
| 2009 | Because of You                        | Shotopop           |
| 2009 | Squander                              | Hope Audikana      |
| 2010 | My Ugly Boy                           | Paul Street        |
| 2010 | Over the Love                         | Mark Richardson    |
| 2011 | Talk Too Much                         |                    |
| 2011 | You Saved Me                          | Ben Foley          |
| 2012 | I Believed in You                     | Thomas Hicks       |
| 2012 | I Hope You Get to Meet Your Hero      |                    |
| 2013 | Spit You Out                          | Sylvain Tardiveau  |
| 2013 | This Is Not a Game                    | Lore & June        |
| 2015 | Love Someone Else                     | Isaac Tomiczek     |

## Statistik

### Chartauswertung
|                     | DE    | AT    | CH    | UK    |
| ------------------- | ----- | ----- | ----- | ----- |
| Nummer-eins-Alben   | DE—DE | AT—AT | CH—CH | UK—UK |
| Top-10-Alben        | DE1DE | AT2AT | CH3CH | UK3UK |
| Alben in den Charts | DE9DE | AT8AT | CH9CH | UK9UK |

|                       | DE    | AT    | CH    | UK     |
| --------------------- | ----- | ----- | ----- | ------ |
| Nummer-eins-Singles   | DE—DE | AT—AT | CH—CH | UK—UK  |
| Top-10-Singles        | DE—DE | AT—AT | CH1CH | UK—UK  |
| Singles in den Charts | DE2DE | AT1AT | CH1CH | UK11UK |

### Auszeichnungen für Musikverkäufe
| Silberne Schallplatte - Europa (Impala) - 2012: für das Album Black Traffic - 2014: für das Album An Acoustic Skunk Anansie – Live in London 2× Silberne Schallplatte - Europa (Impala) - 2011: für das Album Smashes and Trashes - 2011: für das Album Wonderlustre Goldene Schallplatte - Belgien - 1996: für das Album Stoosh - Frankreich - 1997: für das Album Stoosh - Italien - 2010: für das Album Smashes and Trashes - 2012: für das Album Wonderlustre - Niederlande - 1997: für das Album Stoosh - Norwegen - 1997: für das Album Stoosh - Polen - 2010: für das Album Smashes and Trashes - 2010: für das Album Wonderlustre - Portugal - 2010: für das Album Wonderlustre - Schweden - 1997: für das Album Stoosh | Platin-Schallplatte - Europa (IFPI) - 2003: für das Album Post Orgasmic Chill - Niederlande - 2000: für das Album Paranoid & Sunburnt |

Anmerkung: Auszeichnungen in Ländern aus den Charttabellen bzw. Chartboxen sind in ebendiesen zu finden.
| Land/RegionAuszeichnungen für Musikverkäufe (Land/Region, Auszeichnungen, Verkäufe, Quellen) | Silber     | Gold       | Platin     | Verkäufe    | Quellen                                                    |
| -------------------------------------------------------------------------------------------- | ---------- | ---------- | ---------- | ----------- | ---------------------------------------------------------- |
| Belgien (BRMA)                                                                               | —          | Gold1      | —          | 25.000      | ultratop.be                                                |
| Deutschland (BVMI)                                                                           | —          | Gold1      | —          | 250.000     | musikindustrie.de                                          |
| Europa (IFPI)                                                                                | —          | —          | Platin1    | (1.000.000) | ifpi.org                                                   |
| Europa (Impala)                                                                              | 6× Silber6 | —          | —          | (120.000)   | Einzelnachweise                                            |
| Frankreich (SNEP)                                                                            | —          | Gold1      | —          | 100.000     | snepmusique.com                                            |
| Italien (FIMI)                                                                               | —          | 2× Gold2   | —          | 60.000      | fimi.it                                                    |
| Niederlande (NVPI)                                                                           | —          | Gold1      | Platin1    | 130.000     | nvpi.nl                                                    |
| Norwegen (IFPI)                                                                              | —          | Gold1      | —          | 25.000      | ifpi.no (Memento vom 5. November 2012 im Internet Archive) |
| Österreich (IFPI)                                                                            | —          | 2× Gold2   | —          | 50.000      | ifpi.at                                                    |
| Polen (ZPAV)                                                                                 | —          | 2× Gold2   | —          | 20.000      | olis.pl                                                    |
| Portugal (AFP)                                                                               | —          | Gold1      | —          | 10.000      | Einzelnachweise                                            |
| Schweden (IFPI)                                                                              | —          | Gold1      | —          | 40.000      | sverigetopplistan.se                                       |
| Schweiz (IFPI)                                                                               | —          | 2× Gold2   | —          | 50.000      | hitparade.ch                                               |
| Vereinigtes Königreich (BPI)                                                                 | 2× Silber2 | Gold1      | 2× Platin2 | 1.100.000   | bpi.co.uk                                                  |
| Insgesamt                                                                                    | 8× Silber8 | 16× Gold16 | 4× Platin4 |             |                                                            |